# Kappeln (Schleswig-Holstein)
Kappeln (in danese: Kappel) è una città di 8 573 abitanti dello Schleswig-Holstein, in Germania.

Appartiene al circondario (Kreis) di Schleswig-Flensburgo (targa SL).
Lo stemma di Kappel raffigura San Cristoforo che porta Cristo bambino attraverso un fiume o un fiordo.

## Geografia
Si trova sulla riva nord dello Schlei, a circa 30 km (19 miglia) a nord-est dello Schleswig e a 35 km (22 miglia) a sud-est di Flensburgo.  Kappeln ha funzione di centro sia per l'Anglia orientale che per lo Schwansen settentrionale.

## Storia
Kappeln fu menzionata per la prima volta nei documenti nel 1357. Nel 1870 Kappeln ricevette i privilegi di città, dopo essere stata un Flecken: un Flecken era una città di mercato dello Schleswig.
Kappel prese il nome dalla "cappella di San Nicola", menzionata per la prima volta nel 1375. La cappella fu poi sostituita da una chiesa.
Nel 1406, la città passò sotto il Capitolo della Cattedrale di Schleswig. Nel 1533 Kappel e l'area circostante divennero un distretto fondiario sotto la tenuta fondiaria del Gut Roest.
Nel XVII secolo, il proprietario terriero Ditlev Rumohr voleva rendere gli abitanti di Kappel servi della gleba, anche dopo che i cittadini di Kappel lo avevano appena riscattato dalla prigionia turca. La sua richiesta di servitù della gleba portò a un grande esodo da Kappel. Circa 100 famiglie scelsero di fondare una nuova comunità sulla piccola isola di Arnis nel 1667. Solo nel 1799 la servitù della gleba fu abolita dal governatore tedesco, Carlo d'Assia.
Nel 1814, Carlo d'Assia istituì i primi appezzamenti danesi a Kappel (Carlshaver o Carlsgärten): l'idea era quella di consentire ai cittadini di essere autosufficienti per quanto riguarda frutta e verdura.
Nel XIX secolo, Kappel era una delle più importanti città navali danesi. Dopo la seconda guerra dello Schleswig, Kappel divenne parte della Germania. La città ottenne i diritti di città di mercato nel 1870.
L'infrastruttura del piccolo porto della città soddisfa tutti i requisiti di un centro marittimo per gli sport acquatici.
Fino al giugno 2006 era un presidio della Marina tedesca situato nel distretto di Olpenitz.

## Amministrazione

### Gemellaggi
- Faaborg (dal 1984)
- Ustka (dal 1991)
- Merate (dal 2007)[2]